# Celebochoerus
Celebochoerus és un gènere extint de mamífers artiodàctils de la família dels súids que visqueren al sud-est asiàtic des del Pliocè superior fins al Plistocè mitjà, fa entre 3,6 milions d'anys i 126.000 anys. Se n'han trobat restes fòssils a les Filipines i Indonèsia. Eren súids enormes, amb ullals que estaven situats més enrere i que es projectaven més cap enfora que en els porcs senglars d'avui en dia. Les femelles els tenien més petits que els mascles. El nom genèric Celebochoerus significa ‘porc de Cèlebes’.